# Bolinia euryptera
Bolinia euryptera – gatunek morskiej ryby skorpenokształtnej (Scorpaeniformes) z rodziny głowaczowatych (Cottidae), jedyny przedstawiciel rodzaju Bolinia. Występuje w wodach północnego Oceanu Spokojnego na głębokościach 200–400 m. Osiąga długość do około 19 cm.